# Leire Pinedo Bustamante
Leire Pinedo Bustamante (Sopela, Biscaia, 1976) és una economista i política basca, parlamentària d'EH Bildu en el Parlament Basc.
Va néixer en Sopela en 1976. Es va llicenciar en Ciències Econòmiques per la Universitat del País Basc. Va treballar com a gestora financera en una entitat financera. Des de jove va estar afiliada a Gazte Abertzaleak, les joventuts de Eusko Alkartasuna. Va ser cap de llista de Eusko Alkartasuna per a les eleccions municipals de Sopela de 2006, on va ser regidora. És membre de Eusko Alkartasuna i des de l'any 2011 d'ara endavant és parlamentària del Parlament Basc per Biscaia en la coalició d'esquerres Euskal Herria Bildu, Actualment és la directora de la Secretaria de Fiscalitat i Finances de la coalició EH Bildu.